# Fun Radio
Fun Radio is een Frans commercieel radiostation, dat uitzendt vanuit Neuilly-sur-Seine en via 250 frequenties door heel Frankrijk te ontvangen is. De zender behoort tot de RTL Group, waartoe ook de zenders RTL en RTL2 behoren.
Fun Radio werd op 2 oktober 1985 gecreëerd door Éric Péchadre, Pierre Lattès en Jean-Baptiste Blanchemain. De zender heette toen FUN en zond uit vanuit Zuid-Frankrijk. In 1987 werd de naam gewijzigd in Fun Radio en verhuisde het naar de Parijse voorstad Neuilly-sur-Seine. De zender ging vanaf toen vooral hits van dat moment draaien. In 1996 ging het format op de schop en ging Fun Radio meer R&B, techno-, dance- en rapmuziek draaien. Eind 2007 veranderde de zender haar format opnieuw en ging het vooral dance- en elektronische muziek draaien, wat het tot op de dag van vandaag nog steeds doet. De zender is te vergelijken met SLAM! in Nederland.
Naast Frankrijk, zendt Fun Radio sinds 1989 ook uit in Wallonië.
Publieke zenders
Commerciële zenders
Radiostations die volgens de Conseil Supérieur de l'Audiovisuel in Categorie D of E worden ingedeeld